# Verwaltungsgemeinschaft Ilm-Saale-Platte
Die Verwaltungsgemeinschaft Ilm-Saale-Platte war eine Verwaltungsgemeinschaft, die am 11. Oktober 1994 durch den Zusammenschluss der Verwaltungsgemeinschaften Kleinromstedt und Wormstedt im thüringischen Landkreis Weimarer Land entstand. Ihr Verwaltungssitz war Wormstedt. Sie bestand aus den Gemeinden:
- Eckolstädt
- Großromstedt
- Hermstedt
- Kleinromstedt
- Kösnitz
- Münchengosserstädt
- Pfuhlsborn
- Stobra
- Wormstedt

## Auflösung
Am 14. März 1996 wurde sie aufgelöst, indem die Mitgliedsgemeinden sich zur Gemeinde Saaleplatte zusammenschlossen.